# Симонян, Себу
Себу Симонян (англ. Sebu Simonian, арм. Սեպուհ Սիմոնյան; 15 октября 1978, Алеппо, Сирия) — американский певец, автор песен, клавишник и музыкальный продюсер. Создатель вместе с  Райаном Мерчантом инди-поп группы Capital Cities, наиболее известной по песне Safe and Sound, набравшей более 800 млн. просмотров в YouTube, а также вошедшей в мировые топ-чарты. Номинант премии Грэмми. 

## Биография
Симонян родился 15 октября 1978 в Алеппо, Сирия. Переехал в Калифорнию, когда ему было 6 лет.
Вырос в округе Лос-Анджелеса. Был помощником редактора в английской секции армянской ежедневной газеты Asbarez в конце 1990-х годов.
В юном возрасте начал увлекаться музыкой: ходил на курсы пианино, пел в армянском хоре. В возрасте 15 лет создал свою первую рок-группу. Окончил Калифорнийский Университет Нортриджа.
Симонян сформировал Capital Cities в 2010 году с Райаном Мерчантом, с которым он познакомился на Craigslist несколькими годами ранее и с которым он написал танцевальный поп-хит 2013 года «Safe and Sound». Их группа гастролировала с Кэти Перри.
Он не любит навешивать ярлыки на свою музыку, но инди-поп «это хорошее начало», говорит Симонян. Пять его любимых групп: The Beatles, Pink Floyd, Led Zeppelin, The Doors и Queen. 
В 2019 году вместе с Сирушо записал песню Vuy Aman. 
В 2020 году Симонян вместе с Сержем Танкяном и рэпером Misho выпустил совместный трек Introvert (Call Me Crazy). 

### Интересные факты
Журнал Rolling Stone назвал его бороду лучшей на фестивале музыки и искусств Coachella и второй лучшей в Западном полушарии.